# Lilian Laslandes
Lilian Laslandes (Pauillac, Francia, 4 de septiembre de 1971) es un exfutbolista francés que se desempeñaba como delantero y se retiró en 2008. Fue internacional con la selección de fútbol de Francia a finales de los 90.

## Clubes
| Club                 | País       | Año         | Partidos | Goles |
| FC Libourne          | Francia    | 1991 - 1992 | 33       | 10    |
| AJ Auxerre           | Francia    | 1992 - 1997 | 125      | 47    |
| Girondins de Burdeos | Francia    | 1997 - 2001 | 119      | 47    |
| Sunderland AFC       | Inglaterra | 2001 - 2002 | 12       | 0     |
| 1. FC Colonia        | Alemania   | 2002        | 5        | 0     |
| SC Bastia            | Francia    | 2002 - 2003 | 30       | 8     |
| OGC Niza             | Francia    | 2003 - 2004 | 33       | 10    |
| Girondins de Burdeos | Francia    | 2004 - 2007 | 53       | 9     |
| OGC Niza             | Francia    | 2007 - 2008 | 23       | 4     |

## Palmarés
AJ Auxerre
- Ligue 1: 1995-96
- Copa de Francia: 1994, 1996

Girondins de Burdeos
- Ligue 1: 1998-99

- Datos: Q956723